# Хосе Тринідад Кабаньяс
Хосе́ Триніда́д Каба́ньяс (ісп. José Trinidad Cabañas; 9 червня 1805 — 8 січня 1871) — президент Гондурасу у 1852–1855 роках.

## Життєпис
Був генералом та ліберальним політиком, чия роль в історії Гондурасу почалась із громадянської війни 1826-29 років. Став центральноамериканським національним героєм, коли спробував возз'єднати країни Центральної Америки за часів режиму Франсіско Морасана.
За часів свого президентства спробував збудувати залізницю в Гондурасі. Його підтримували народи Центральної Америки, проте його ліберальні переконання не знайшли підтримки серед консерваторів, представник яких прийшов до влади невдовзі після виходу Кабаньяса у відставку.